# Na tych samych ulicach. Niepublikowane nagrania z lat 1971–1975
Na tych samych ulicach. Niepublikowane nagrania z lat 1971–1975 – album kompilacyjny zawierający komplet nagrań radiowych Jerzego Grunwalda, zarejestrowanych wraz z Grupą Ryszarda Poznakowskiego i przede wszystkim z En Face w latach 70.
Płyta ukazała się nakładem wydawnictwa Kameleon Records w 2016 roku. W zestawie obok folk rockowych, melodyjnych kompozycji, znalazły się też zdecydowanie rockowe utwory, takie jak: Człowiek od lat, czy Dogonić ciszę.
Ponadto na krążku znajduje się osiemnastominutowy recital Grunwalda z grupą Apokalipsa, zarejestrowany w czerwcu 1975 roku na Międzynarodowym Festiwalu Piosenki w Sopocie, podczas którego muzycy wykonali m.in. siedmiominutowy cover utworu zespołu Crosby, Stills & Nash, zatytułowany Suite: Judy Blue Eyes.
A także m.in. wersje radiowe niektórych piosenek z pierwszego longplaya piosenkarza, czy też nagrania dokonane przez niego, tuż po odejściu z zespołu No To Co z Grupą Ryszarda Poznakowskiego w 1971 roku.
Nagrania zostały zremasterowane z radiowych taśm matek i z najlepszych kopii.

## Lista utworów[2][3]
1. „Człowiek od lat” (muz. Jerzy Grunwald – sł. Andrzej Jastrzębiec-Kozłowski) (wersja radiowa) – 3:22
2. „Dogonić ciszę” (muz. Jerzy Grunwald – Marek Gaszyński (wersja radiowa) – 3:40
3. „Na tych samych ulicach” (muz. Henryk Klejne – Janusz Kondratowicz) (wersja radiowa) – 4:08
4. „Zmieniasz się ty, zmieniam się ja” (muz. Ryszard Poznakowski – sł. Włodzimierz Patuszyński – 3:48
5. „Zamykam oczy, by widzieć cię z bliska” (muz. Ryszard Poznakowski – Janusz Kondratowicz) (wersja radiowa) – 2:16
6. „Trzeba się kochać” (muz. Bohdan Kendelewicz – Franciszek Karpiński) – 2:47
7. „To właśnie dla ciebie” (muz. Ryszard Poznakowski – sł. Wiktor Leliwa) – 2:38
8. „Ona w pąsach, a ja w wąsach” (muz. Ryszard Poznakowski – sł. Jan Tadeusz Stanisławski) – 2:52
9. „Oddaleni, ale bliscy” (muz. Jerzy Grunwald – sł. Wiktor Leliwa) – 4:52
10. „Popędzimy w dal saniami” (muz. Jerzy Grunwald – sł. Lech Konopiński) (wersja radiowa) – 2:50
11. „Teraz już zaśnij” (muz. Jerzy Grunwald – sł. Lech Konopiński) (wersja radiowa) – 3:53
12. „Tęcza nad nami” (muz. Andrzej Korzyński – sł. Andrzej Tylczyński) – 2:44
13. „Jak dobrze, że jesteś” (muz. Jerzy Grunwald – sł. Krzysztof Dzikowski) (wersja radiowa) – 3:02
14. „Nie zaszkodzi trochę snów” (muz. Jerzy Grunwald – sł. Ryszard Czubaczyński) (wersja 1973) – 3:07
15. „Przyjdziesz sennym świtem” (muz. Jerzy Grunwald – sł. Wiktor Leliwa) (wersja 1973) – 3:24
16. „O zachodzie” (muz. Jerzy Grunwald – sł. Włodzimierz Scisłowski (wersja 1973) – 3:00
17. „Co nam się zdarzy” (muz. Jerzy Grunwald – sł. Maciej Szop) (wersja 1973) – 2:25
18. „Tęcza nad nami” (muz. Andrzej Korzyński – sł. Andrzej Tylczyński) (Opole 1972) – 2:46
19. „Jeden znamy świat” (muz. Jerzy Grunwald – sł. Stanisław Halny) (Opole 1974) – 3:49
20. „Człowiek od lat” (muz. Jerzy Grunwald – sł. Andrzej Jastrzębiec-Kozłowski) (Sopot 1975) – 3:23
21. „Dogonić ciszę” (muz. Jerzy Grunwald – sł. Marek Gaszyński) (Sopot 1975) – 3:59
22. „O zachodzie” (muz. Jerzy Grunwald – sł. Włodzimierz Ścisłowski) (Sopot 1975) – 3:11
23. „Suite: Judy Blue Eyes” (muz. i sł. Stephen Stills) (Sopot 1975) – 7:21

- Nagrano:
- 1-2: Nagrano w 1974 roku w Dużym Studio Polskiego Radia Katowice.
- 3-8: Nagrano w 1971 roku w Dużym Studio Polskiego Radia w Warszawie.
- 9-13: Nagrano w 1972 roku Dużym Studio Polskiego Radia w Warszawie.
- 14-17: Nagraną zimą 1973 roku.
- 18: Nagrano na Koncercie Inauguracyjnym X KFPP w Opolu, 21 czerwca 1972 roku.
- 19: Nagrano podczas koncertu To śpiewa młodość, na XII KFPP w Opolu, 27 czerwca 1974 roku.
- 20-23: Nagrano podczas Koncertu Polskich Nagrań na XV MFP w Sopocie, 24 sierpnia 1975 roku.

## Skład Grupy Ryszarda Poznakowskiego[2]
- Jerzy Grunwald – śpiew, gitara akustyczna (3-8)
- Janusz Hryniewicz – wokal wspierający (3-8)
- Ryszard Poznakowski – organy, wokal wspierający (3-8)
- Bohdan Kendelewicz – gitara basowa, wokal wspierający (3-8)
- Kazimierz Turczyński – perkusja (3-8)

## Składy zespołu Jerzy Grunwald & En Face[2]
- Jerzy Grunwald – śpiew, gitara akustyczna
- Bohdan Kendelewicz – gitara basowa, wokal wspierający (9-13, 18)
- Marian Myszko – perkusja, flet, wokal wspierający (9-13, 18)
- Ireneusz Dudek – wokal wspierający, harmonijka ustna, skrzypce, organy Hammonda, instrumenty perkusyjne (1-2, 14-17, 20-23)
- Maciej Radziejewski – gitara solowa (1-2)
- Krystian Wilczek – gitara basowa, wokal wspierający (1-2, 14-17, 20-23)
- Józef Hajdasz (14-18), Marek Surzyn (1-2, 20-23) – perkusja

## Gościnnie[2]
- Krzysztof Sadowski – organy Hammonda (9)

## Opracowanie[2]
- Redakcja, mastering, opracowanie graficzne – Paweł Nawara
- Koordynator projektu – Marek Trepko
- Zdjęcia – Marek Karewicz